# 廣島銀行
株式會社廣島銀行（Hiroshima Bank）是日本以廣島縣為中心的地方銀行，簡稱「廣銀（ひろぎん）」。總部在廣島縣廣島市中區。是廣島縣與廣島市的指定金融機關。

## 概要
※2005年9月30日資料
- 資本金：545億7,300万日圓
- 代表者：取締役頭取 髙橋正
- 從業員數：3,114人
- 存款數：5兆1,052億日圓
- 借出金額：3兆8,827億日圓
- 店舗數：1營業總部　151支店 32出張所 1海外駐在員事務所(上海)

## 沿革
- 1878年（明治11年）於尾道創立第六十六国立銀行。
- 1920年（大正9年）第六十六国立銀行與其他6行合併、藝備銀行設立(本店廣島市)。
- 1945年（昭和20年）5月1日 藝備銀行、吳銀行、備南銀行、三次銀行及廣島合同貯蓄銀行合併、成立(新)藝備銀行。
- 1950年（昭和25年）8月 改名。（日語同為「廣」）
- 1970年（昭和45年）4月 東京證券交易所・大阪證券交易所市場第二部上場。
- 1971年（昭和46年）2月 東京・大阪兩証券交易所市場第一部上場。
- 1987年（昭和62年）4月 與DC CARD共同設立「Hirogin Card Service」。
- 1988年（昭和63年）7月 改名。
- 2005年（平成17年）6月 與DC CARD達成特許契約。

## 外部連結
- 廣島銀行 （页面存档备份，存于）